# 노보로시야 연방국의 국기

노보로시야 연방국의 기

노보로시야 연방국의 국기는 2014년 옛 러시아 제국의 국기를 본따 제정되었다. 2015년 거의 쓰이지 않고, 노보로시야 연방군의 군기를 국기로 사용하기도 한다.

## 다른 깃발

군기
군기 (문장 포함)

## 같이 보기
- 도네츠크 인민공화국의 국기
- 루간스크 인민공화국의 국기